# Jolanta Konopka
Jolanta Konopka (ur. 16 stycznia 1959) – polska prezenterka i dziennikarka.

## Życiorys
Od 2000 do grudnia 2021 prowadziła program Superwizjer w telewizji TVN, wcześniej od 1997 była gospodynią „Faktów Południe” – lokalnego wydania serwisu informacyjnego TVN dla południowej Polski. Była jedną z osób najdłużej związanych z telewizją TVN. Przed rozpoczęciem współpracy z TVN dziennikarka stacji Polonia 1. Przygodę z małym ekranem rozpoczęła przypadkowo, wygrywając casting na prezenterkę w krakowskiej Telewizji Krater. Mieszka i pracuje w Krakowie.